# 脂肪族化合物
脂肪族化合物（aliphatic compound）又稱脂肪烴（aliphatic hydrocarbon）、脂烃，是指結構上不含苯环或其它芳香环的烴類，和芳香族化合物相對。脂肪族化合物包括“链状烃类”（开链烃类）和除芳香族化合物以外的“环状烃类”，也可分“饱和类”或“不饱和类”。

## 概述
有机化学中，碳氢化合物被划分为两类：脂肪族化合物和芳香族化合物。芳香族化合物指含有苯环或其它芳香环的烴類，而脂肪族化合物则与其相对，是指結構上不含芳香环的烴類。脂肪族化合物中，碳原子以直链、支链或环状排列，分别称为直链脂肪烃、支链脂肪烃及脂环烃。脂肪族化合物可以是烷烃、烯烃或炔烃。除氢之外，其它的原子也可存在，比如氧、氮、硫和氯。 
最简单的脂肪族化合物是甲烷（CH4）。
大多数脂肪族化合物都可燃，有些可作为燃料，比如本生灯中的甲烷和电焊气中的乙炔。

## 例子

乙烷
异丁烷
乙炔